# Emiliano Piedra
Emiliano Daniel Piedra García (* 21. April 1992 in Montevideo) ist ein uruguayischer Fußballspieler.

## Karriere
Der Defensivakteur Emiliano Piedra stieß zur Apertura 2013 aus der Nachwuchsmannschaft von Centro Atlético Fénix zum Erstligakader. Dort stand er erstmals am 22. März 2014 gegen Miramar Misiones in der höchsten uruguayischen Spielklasse in der Startelf. In der Spielzeit 2013/14 absolvierte er drei Spiele in der Primera División. Ein Tor erzielte er nicht. Seine Mannschaft belegte am Saisonende den 7. Rang der Gesamttabelle. Zur Apertura 2014 wurde Piedra als Abgang ohne Zielangabe geführt. Ende August 2014 schloss er sich sodann dem Zweitligisten Huracán FC an. In der Saison 2014/15 lief er dort viermal in der Segunda División auf. Ein Tor schoss er nicht. Darüber hinaus sind bislang (Stand: 12. September 2016) weder Einsätze noch eine Kaderzugehörigkeit im Profifußball für ihn verzeichnet.